# Estados do Atlântico Sul

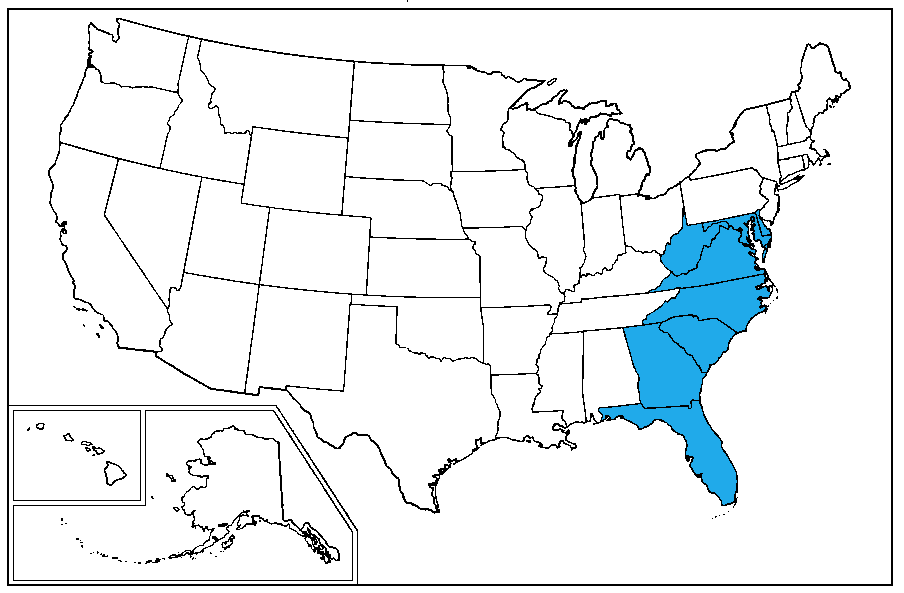
Região dos Estados do Atlântico Sul destacada no mapa

Os Estados do Atlântico Sul é uma das nove divisões estabelecidas e reconhecidas pelo Censo dos Estados Unidos. A região é composta por 08 estados e 01 distrito, são eles: Carolina do Norte, Carolina do Sul, Delaware, Florida, Geórgia, Virgínia, Virgínia Ocidental e o Distrito de Columbia onde se concentra a capital nacional norte-americana, Washington .
Juntamente com as regiões Leste Centro-Sul (composta por Alabama, Kentucky, Mississippi, Tennessee) e Oeste Centro-Sul (composta por Arkansas, Louisiana, Oklahoma, Texas) formas a grande região Sul norte-americana, umas das 04 grandes divisões estabelecidas pelo U.S. Census Bureau (as outras são as regiões Centro-Oeste, Nordeste e Oeste, cada uma sendo subdividida em 02 sub-regiões.